# 蓮台寺 (羽生市)
蓮台寺（れんだいじ）は、埼玉県羽生市にある真言宗豊山派の寺院。

## 歴史
創建年代は不明であるが、源海によって開山された。源海は1646年（正保3年）に寂していることから、逆算して寛永年間（1624年 - 1644年）に創建されたものと推測される。
現在の本尊は不動明王であるが、かつての本尊は阿弥陀如来であった。
1867年（慶応3年）に火災に遭い、多くの伽藍を失った。現在も昔日ほどの寺容を取り戻していない。

## 文化財
- 木造毘沙門天立像（羽生市指定有形文化財 昭和44年3月20日指定）[2]

## 交通アクセス
- 南羽生駅より徒歩26分。